# Calamaria lumbricoidea
Calamaria lumbricoidea — вид змій родини полозових (Colubridae). Мешкає в Південно-Східній Азії.

## Поширення й екологія
Calamaria lumbricoidea мешкають на Малайському півострові, на Суматрі, Яві і Калімантані, а також на півдні Філіппін. Вони живуть у вологих рівнинних і гірських тропічних лісах, на плантаціях і рисових полях, на висоті до 1430 м над рівнем моря.